# 고촉통
고촉통(영어: Goh Chok Tong, 중국어 간체자: 吴作栋, 정체자: 吳作棟, 병음: Wú Zuòdòng 우쭤둥[*], 한자음: 오작동, 민난어: Gô Chok-tòng, 1941년 5월 21일~)은 싱가포르의 전직 정치인이다.  리콴유의 뒤를 이어 1990년부터 2004년까지 총리를 지냈다. 
그는 1992년부터 2004년까지 인민행동당의 당수이기도 했다.  많은 세월 동안 그는 1976년부터 2020년까지 머린퍼레이드 SMC 선거구 그리고 이후에 머린퍼레이드 GRC 선거구를 위하여 싱가포르 의회의 의원이었다.
총리가 되기 전에 그는 부총리였다.  이 세월 동안 그는 중요한 프로그램들을 창조하는 도움을 주었다.  하나는 미래 의료비를 위한 저축 제도, 즉 의료 저축이다.  또다른 것은 좋은 성적 혹은 성격으로 학생들에게 수여된 교육 저축상이었다.  이것은 노고와 재능이 인정받도록 도움을 주었다.
총리로서 고촉통은 새로운 정치적 아이디어들을 소개하였다.  이것들은 의회에서 더 많은 반대 의견들을 허용하는 것을 포함하였다.  그는 또한 소수 민족 집단들이 대표되는 것을 확실히 했다  또한 싱가포르에서 차량들을 수를 통제하는 데 차량 할당 제도를 소개하였다.
2004년 8월 12일 리셴룽이 총리로서 차지하였다.  그러고나서 고촉통은 2011년 5월까지 선임 장관 (Senior Minister) 겸 싱가포르 금융관리국(Monetary Authority of Singapore, MAS) 청장을 역임하고 2선으로 물러나 국회의원과 명예 선임장관(Emeritus Senior Minister) 직만을 유지하고 있다.  2020년 그는 완전히 정계 은퇴하였다.

## 초기 생애
1941년 5월 20일 싱가포르 바투 파핫에서 태어났다.  그의 부모 고카춘과 촤퀴화는 중국의 민난 지방으로부터 건너왔으며 그이 가족은 하카인 뿌리를 두었다.
1955년부터 1960년까지 래플즈 인스티튜션을 다녔다.  어린 시절에 그는 매우 수영을 잘 했으며 "대담한 자"라는 별명 마저 붙여졌다.
고촉통은 싱가포르 국립 대학교에서 경제학을 전공하여 최고 수준의 영예들과 함께 인문사회 학사를 취득하였다.  그는 이후에 1967년 윌리엄스 칼리지에서 개발경제학에서 인문사회 석사를 얻었다.
전공을 끝낸 후, 고촉통은 정부를 위하여 일하는 데 싱가포르로 귀국하였다.  2015년 싱가포르 국립 대학교는 그에게 명예 법학학사 학위를 주었다.  

## 경력의 시작
1969년 고촉통은 국가의 넵튠 오리엔트 라인스 해운 회사 (NOL)를 위하여 일하기 시작했다.  그는 빠르게 진급하였다.  1973년까지 그는 대표 이사였다.  그는 회사의 창립자 무함마드 잘라루딘 사이드와 가깝게 일을 했다.

## 정치적 여정
1976년 35세의 나이에 고촉통은 머린퍼레이드 SMC 선거구를 의원으로 선출되었다.  그는 인민행동당을 위한 후보였다.  이후에 그는 1981년 통상부 장관으로 승진되었다.  그는 또한 보건부 장관과 국방부 장관을 지내기도 했다.
1985년 고촉통은 부총리가 되었다.  그는 정부에서 더욱 많은 책임을 맡기 시작했다.  인민행동당의 당수들은 다음의 총리가 되는 데 그를 선택하였다.  당시 리콴유 총리는 그들의 선택과 동의하였다.  

### 총리가 되면서

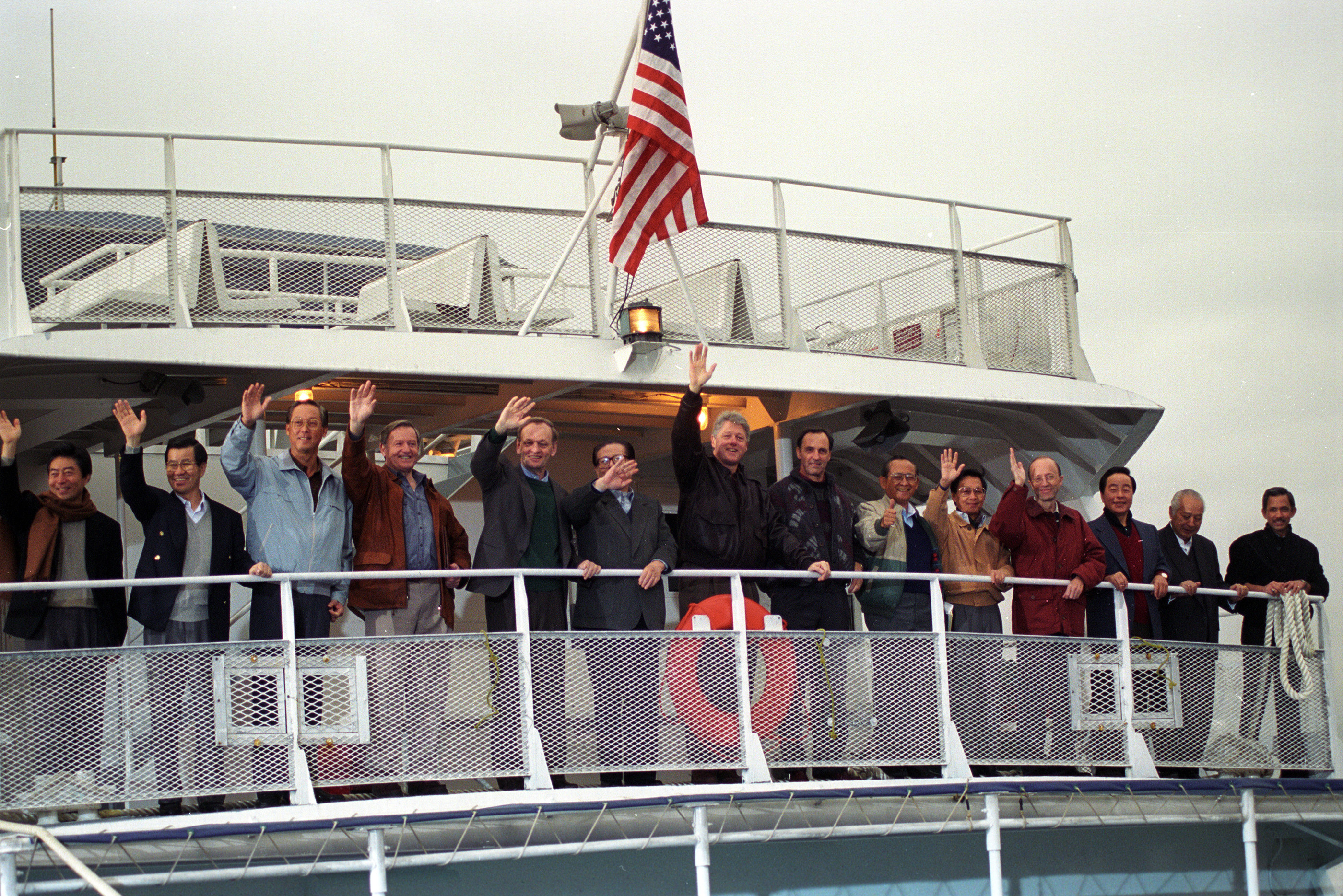
1993년 시애틀에서 열린 APEC 회의에서 (왼쪽에서 3번째가 고촉통)

1990년 11월 28일 고촉통은 싱가포르의 제2대 총리가 되었다.  그는 리콴유로부터 총리직을 차지하였다.  리콴유는 고촉통 정부에서 중요한 조언자로 남아있었다.
1991년 싱가포르는 총리로서 고촉통과 함께 첫 총선을 열었다.  인민행동당이 이겼으나 보통 평소보다 투표율이 낮았다.  이것은 그의 직위에 관한 어떤 소문들로 이끌었으나 고촉통은 직위에 머물었다.  1992년 리콴유는 인민행동당의 리더십을 고촉통에게 넘겼다.  이것은 리더십에서 부드러운 변화를 완료하였다.  
총리로서 자신의 세월 동안 고촉통은 더욱 개방적이고 경청하는 리더십 스타일을 약속하였다.  그는 서로 다른 국민들로부터 더욱 많은 아이디어들을 듣고 싶었다.
고촉통 정부는 몇몇의 중요한 정책과 아이디어들을 소개하였다 -
- 의료저축 -의료비를 위한 저축 계획
- 의회의 비헌법적 의원들 (NCMP) - 의회로 더욱 많은 야당원들을 허용함
- 집단 대표 선거구 (GRC) - 의회에서 소수 민족 집단들이 대표된 것을 확실히 함
- 지명된 국회 의원 (NMP) - 의회로 독립적인 의견들을 가져옴
- 차량 할당 제도 - 싱가포르에서 차량의 수를 통제함
- 선출된 대통령 - 싱가포르의 대통령이 어떻게 선택되는지 바꾸어 투표하는 데 시민들을 허용함

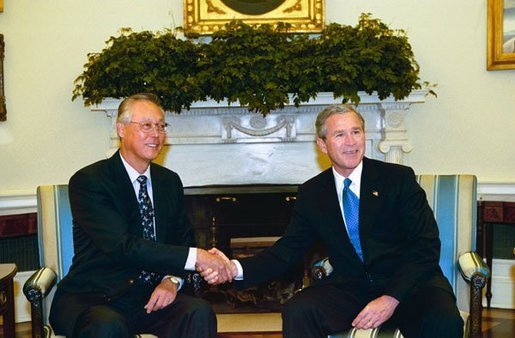
오벌 오피스에서 부시 대통령과 함께 (2004년 5월 5일)

총리로서 고촉통의 시간 동안 싱가포르는 몇몇의 도전들을 향하였다.  이것들은 싱가포르 항공 117호의 납치 사건 (1991년), 아시아 금융 위기 (1997년)과 테러리즘의 위협 (2001년)을 포함한다.  2003년 사스 유행도 또한 어려움을 초래하였다.  
고촉통은 싱가포르의 다른 국가들과 관계들을 향상시키는 일을 했다.  그는 2003년 미국과 자유 무역 협정을 확보하는 도움을 주었다.  이것은 싱가포르 경제를 위하여 매우 중요한 협정이다.
인민행동당의 당수로서 고촉통은 당이 3개의 총선 (1991년, 1997년과 2001년)을 이기는 데 이끌었다.  2001년 선거 후에 그는 한번 경제가 회복되면 총리로서 물러날 것이라고 말했다.

### 선임 장관 역할
2003년 10월 고촉통은 총리로서 물러날 것을 공고하였다.  2004년 8월 12일 그는 새총리 리셴룽의 내각에서 선임 장관이 되었다.  그는 또한 싱가포르 금융관리국의 의장이 되었다.
선임 장관으로서 고촉통은 많은 국가들을 방문하였다.  그는 외교 관계를 계선하고 싱가포르를 위하여 기업의 기회들을 창조하는 데 중동의 지도자들과 만났다.  
2005년 2월 1일 오스트레일리아는 "오스트레일리아 훈장의 명예 동반자"의 칭호와 함께 그를 영예하였다.  이것은 오스트레일리아와 싱가포르 사이에 관계들을 강화하는 것에 그의 최고 업무를 위해서였다.  
2006년 고촉통은 유엔 사무총장의 직위를 위하여 숙고되었으나 반기문이 이겼다.  그는 또한 전직 세계 지도자들의 그룹 인터액션 카운실로 가입하는 데 초청되었다.  

### 명예 선임 장관
2011년 총선 후, 고촉통과 리콴유는 자신들이 내각으로부터 은퇴할 것을 공고하였다.  이것은 리셴룽 총리와 그의 팀이 깨끗한 시작을 만드는 데 허용하는 것이었다.
2011년 5월 18일 고촉통은 싱가포르 금융관리국의 수석 고문으로 임명되었다.  그는 또한 "명예 선임 장관"의 명예 칭호가 주어지기도 했다.
6월 24일 일본 정부는 그에게 욱일장의 대수장을 수여하였다.  2012년 그는 싱가포르 기술 대학의 발전을 위한 후원자가 되었다.
2018년 그의 첫 공식적 전기 〈키가 큰 주문 - 고촉통 이야기〉가 발간되었다.  그것은 1990년 총리가 되는 것으로 그의 삶을 덮는다.  두번째 책 〈우뚝 서서 - 고촉통 세월들〉이 2021년에 발간되었으며 이것은 총리로서 그의 14년의 세월에 전념한다.
2020년 6월 25일 고촉통은 머린퍼레이드 GRC 선거구를 위하여 의원으로서 자신의 퇴직을 공고하였다.  그는 44년 동안 지내고 공식적으로 정계 은퇴를 하였다.

## 개인 생활
고촉통은 탄추렝에게 결혼하였으며 쌍둥이 남매를 두었다.  그들의 아들 고진햔은 의사이며 딸 고진텡은 런던에서 살고 있다.
자신의 전기에서 고촉통은 자신이 특정 종교를 따르지 않다고 말했다.  그는 전통적 중국의 의식과 함께 자라오고 조상 숭배를 행한다.  그의 부인은 티베트 불교 신자이며 그의 자녀는 둘다 감리교 기독교인이다.
2020년 12월 고촉통은 자신이 암 치료를 받고 있었다는 것을 공고하였다.  그는 최근의 세월에 어떤 건강 문제들을 향했다.  2021년 그는 자신이 최소한 93세의 나이까지 살고 싶다는 것을 말했다.

## 유산
고촉통은 2명의 중요한 지도자들 - 리콴유와 리셴룽 사이에 총리를 지냈다.  이 때문에 싱가포르 정치적 농담들에서 그는 어쩌다 농담적으로 "성부, 성자와 성신 고"의 일부로 불리었다.
2014년 10월 마담 투소 싱가포르 박물관은 고촉통의 밀랍 인형을 창조하였다.  그는 그 개장에서 자신의 동상과 함께 사진들을 위하여 포즈 마저 했다.
장애인들을 돕는 고촉통 활성 상이 그의 이름을 땄다.